# Simon Petermann

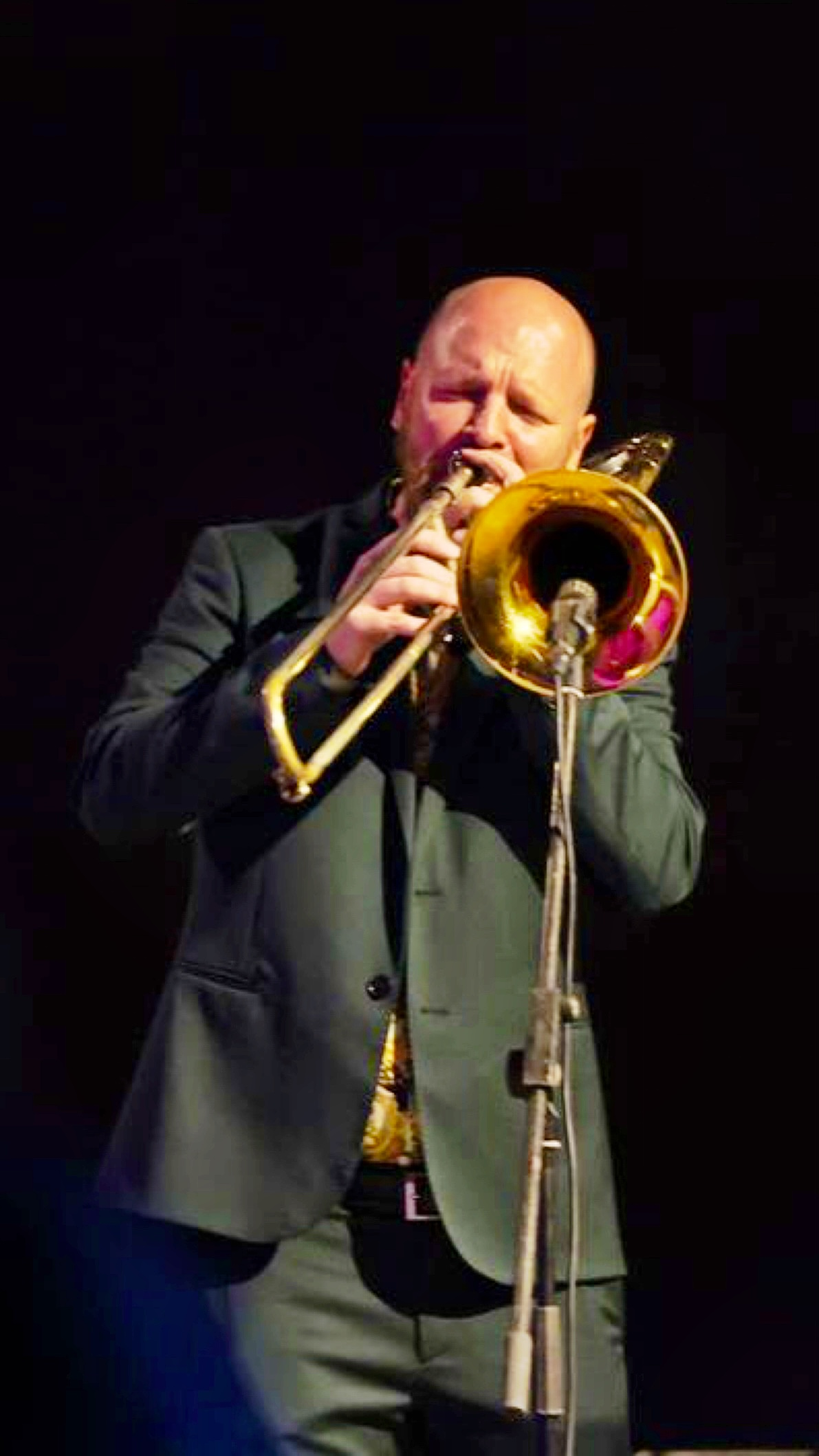
Simon Petermann an einem Konzert 2022 in Kairo, Ägypten

Simon Petermann (* 1982 in Bern) ist ein Schweizer Jazzmusiker (Posaune, Elektronik) und Hörfunkmoderator.

## Leben und Wirken
Simon Petermann wuchs in einer musikalischen Familie auf und spielte als Kind Bambusflöte, Schlagzeug und Trompete, bevor er mit 16 Jahren zur Posaune wechselte. Er besuchte die Musikschule Köniz und spielte in der Big Band des Gymnasiums Kirchenfeld.
2003 begann er sein Studium an der Swiss Jazz School in Bern, welches er 2004 an der Hochschule der Künste Bern und 2005 bis 2010 an der Hochschule Luzern fortsetzte (Master). 2011 bis 2012 studierte er an der Universität Göteborg. Während seines Studiums erhielt er unter anderem Unterricht bei Nils Wogram, Adrian Mears und Anders Jormin. Privat nahm er Unterricht bei Slide Hampton, Wycliffe Gordon und Michael Brecker.
Petermann war 2007 Gründungsmitglied des Fischermanns Orchestra aus Luzern und nimmt dort seit 2013 den Posten des musikalischen Leiters ein. Mit den Bands Inside the Baxter Building und Maximizerz spielt er elektronische Musik. Von 2002 bis 2015 war er Mitglied der Uptown Big Band aus Bern. Mit diesen Bands spielt er in Clubs und an Festivals in Europa und Südamerika.
2013 begann Simon Petermann an der Swiss Jazz School Bern zu unterrichten, seit 2015 unterrichtet er an der Hochschule der Künste Bern.
2012 nahm er seine Tätigkeit als Hörfunkmoderator beim Berner Lokalsender Radio RaBe auf und moderiert seither wöchentlich die Jazzsendung Jazz am Sunntig zusammen mit Christian Schütz.

## Auszeichnungen
Mit dem Fischermanns Orchestra gewann Petermann 2014 den Jazzpreis Luzern und erhielt als Mitglied derselben Formation 2018 die selektive Förderung des Kantons Luzern.

## Diskographische Hinweise
- Fischermanns Orchestra Tiefenrausch (Unit Records, 2018)
- Inside the Baxter Building Seldom Somber (Morpheus Records, 2016, mit Fabian Gutscher, Samuel Würgler)
- Fischermanns Orchestra Colombia (Unit Records, 2015)
- Uptown Big Band Changes (iMusician, 2015, mit Mike Maurer, Christian Schütz, Andy Künzi)
- Fischermanns Orchestra Wildfang (Unit Records, 2013)
- Fischermanns Orchestra Conducting Sessions (Unit Records, 2012)